# Villino Astengo

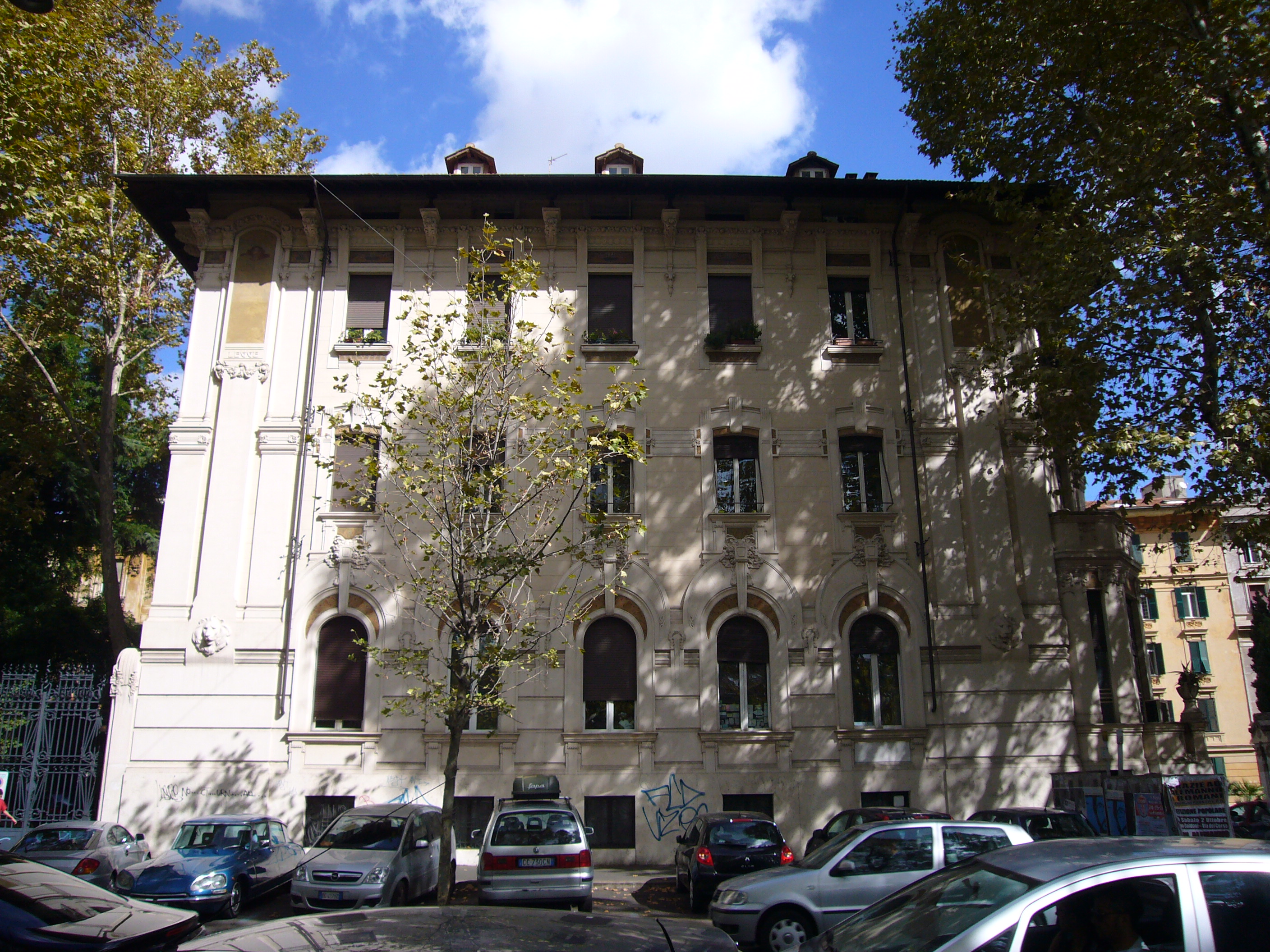
Fachada no Lungotevere de' Cenci.

Villino Astengo é um palácio art nouveau localizado na esquina oeste do Lungotevere de' Cenci com a Via dei Tempio, no rione Sant'Angelo de Roma.

## História

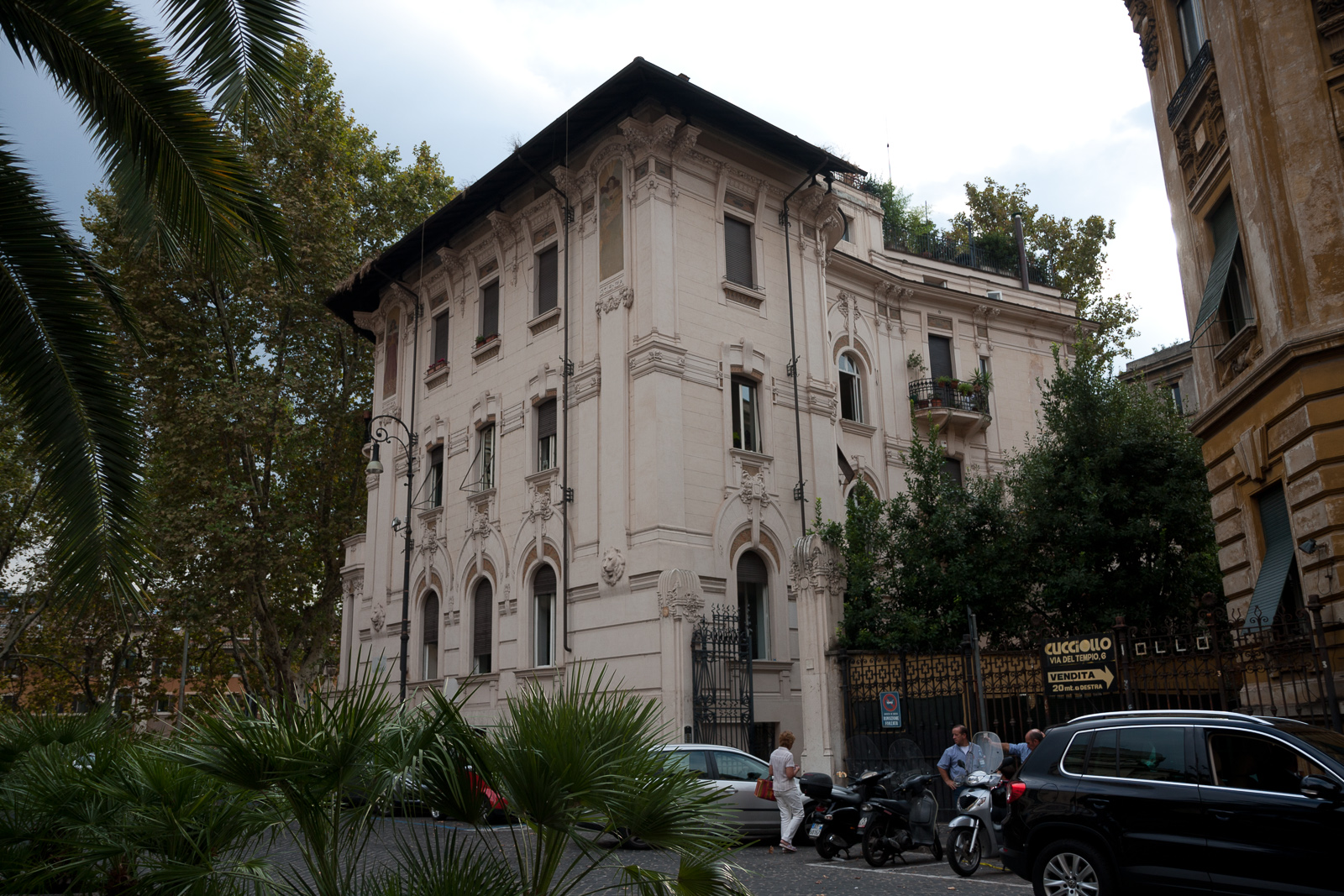
Fachada lateral na Via del Tempio e o jardim posterior.

Esta graciosa villa art nouveau está localizado num quarteirão que antigamente pertencia ao Gueto de Roma, demolido no final do século XIX. Nesta mesma época, várias medidas foram tomadas para conter as sucessivas enchentes do rio Tibre, que afligiram por séculos essa região mais baixa de Roma. Para isto foram construídas grandes paredes de contenção ao longo das margens e novas vias, muito largas, pra construídas ao longo das margens, os chamados Lungotevere ("Ao longo do Tibre"). Uma das primeiras construções ao longo da nova via no rione Sant'Angelo foi a Grande Sinagoga, localizada do lado leste da Via del Tempio.
Em outubro de 1909, os irmãos Astengo compraram dois lotes de terras num leilão na região do Gueto com o objetivo de construir uma villa que lhes permitiria exibir para a sociedade sua posição social. Um deles, Giulio Astengo, era advogado e o outro, Carlo Astengo, foi eleito senador do no novo Reino da Itália. Os irmãos encarregaram o projeto ao arquiteto Ezio Garroni, que se associou ao pintor Giuseppe Zinna, que pintou os afrescos nos painéis laterais no alto das fachadas.

## Descrição
O edifício em si foi construído entre 1909 e 1910 e sua aparência permaneceu inalterada desde então: três pisos com fileiras de três janelas na fachada da Via del Tempio e cinco no Lungotevere. Um estreito jardim com árvores e palmeiras do lado posterior, cercado por belíssimas grades em ferro forjado, separa o edifício dos vizinhos.
O Villino Astengo tem um porão elevado e três pisos de pé-direito alto. As fachadas se dividem em três campos visuais distintos: dois estreitos painéis laterais e um largo centro onde estão as janelas. As da fileira mais baixa são encimadas por arcos decorados com mosaicos, estes também sob outros arcos. Uma chave comprida liga os dois arcos e está decorada com rosas esculpidas. As da fileira superior são mais quadradas, mas extensivamente decoradas. Poderosas mísulas sustentam um pronunciado beiral. A decoração dos campos laterais tem seus temas próprios. Embaixo, na altura das janelas curtas, entre duas lesenas estão prótromos leoninos; elas sobem até o terceiro piso e terminam em capitéis coríntios; nessa altura, estão as pinturas estreitas e de topo arqueado de Giuseppe Zinna: Justiça (em italiano:  "La Giustizia"), Ciência ("La Scienza"), Lei ("La Legge") e a Verdade ("La Verità"), com inscrições em relevo abaixo de cada uma.
Finalmente, a esquina propriamente é chanfrada e esta estreita fachada se abre, em cada um dos três níveis, em uma varanda diferente.